# Francesco Piccolomini (philosophe)
Francesco Piccolomini, né le 25 janvier 1523 à Sienne où il est mort le 22 avril 1607, est un philosophe humaniste italien.

## Biographie
Francesco Piccolomini naquit à Sienne en 1520. Il avait étudié la philosophie avec Felice Peretti sous Marcantonio Zimara à l’Université de Padoue. Il s’adonna lui-même à l’enseignement, et professa la logique à l’Université de Sienne ; mais il n’y resta qu’un an. Il occupa durant le même espace de temps une chaire de philosophie à l’Université de Macerata ; puis il passa dix ans à Pérouse dans un semblable emploi. En 1560 il eut une chaire extraordinaire en philosophie à l’Université de Padoue, et en 1564 il fut fait professeur ordinaire. En 1601, son grand âge l’obligea de renoncer au professorat, qu’il exerçait depuis cinquante-trois ans ; il se retira dans sa ville natale, où il mourut en 1607.

## Œuvres
Comme son aïeul Alexandre, il a cultivé la philosophie et commenté des ouvrages d’Aristote. On a de lui :
- Universa philosophia de moribus, nunc primum in decem gradus redacta et explicata, Venise, 1583, in-fol. ; Francfort, Eustache Vignon, 1596, in-8° ; Francfort, 1601, 1611, in-8°. Dans le traité de la méthode qui fait partie de ce volume, Piccolomini combat le sentiment de Zabarella. Celui-ci se défendit.
- Comes politicus pro recta ordinis ratione propugnator, 1596, in-8°. C’est une réponse à Zabarella, réimprimée à la suite de l’ouvrage précédent dans les éditions de Francfort.
- De arte definiendi et eleganter discurrendi liber singularis, Francfort, 1600, in-4°.
- Libri de scientiæ natura quinque partibus, Francfort, 1597, in-4° ; 1627, in-8°.
- Expositiones et annotationes in Aristotelem de ortu et interitu, Venise, 1602 ; Commentarii in tres libros Aristotelis de anima, à la suite du précédent ; Expositio et annotationes in Aristotelis libros de cælo, Venise, 1607. Ces trois ouvrages sur Aristote ont été réunis à Mayence, 1608, in-8°.
- Versio et annotationes ad librum octavum physicorum Aristotelis, Venise, 1606. Dans l’un des volumes posthumes de l’Histoire littéraire d’Italie par Ginguené, t. 7, p. 378, Francesco Piccolomini est qualifié archevêque de Sienne, et l’un des fondateurs de l’académie des Intronati. C’est Alexandre qui fut (comme coadjuteur) désigné pour être archevêque de Sienne. Alexandre n’avait que dix-sept ans lors de la fondation de cette académie, en 1525. Quant à Francesco, il n’avait alors que cinq ans.